# Blandad kvartett
Blandad kvartett är en ensemble bestående av fyra sångare eller ett musikstycke för en sådan ensemble.
Rösterna är sopran, alt, tenor och bas. Om alla röster dubbleras kallas ensemblen dubbelkvartett.